# Angelina Topić
Angelina Topić (en serbio: Ангелина Топић, Belgrado, 26 de julio de 2005) es una deportista serbia que compite en atletismo, especialista en la prueba de salto de altura.
Ganó dos medallas en el Campeonato Europeo de Atletismo, en los años 2022 y 2024, y una medalla de plata en el Campeonato Europeo de Atletismo en Pista Cubierta de 2025.

## Palmarés internacional
| Campeonato Europeo                   | Campeonato Europeo       | Campeonato Europeo | Campeonato Europeo |
| Año                                  | Lugar                    | Medalla            | Prueba             |
| ------------------------------------ | ------------------------ | ------------------ | ------------------ |
| 2022                                 | Múnich (Alemania)        | Medalla de bronce  | Salto de altura    |
| 2024                                 | Roma (Italia)            | Medalla de plata   | Salto de altura    |
| Campeonato Europeo en Pista Cubierta |                          |                    |                    |
| Año                                  | Lugar                    | Medalla            | Prueba             |
| 2025                                 | Apeldoorn (Países Bajos) | Medalla de plata   | Salto de altura    |